# جيرمين بوكنور
جيرمين بوكنور (بالإنجليزية: Jermaine Bucknor) مواليد 1 نوفمبر 1983 في إدمونتون، هو لاعب كرة سلة كندي. بدأ مسيرته الاحترافية في سنة 2006. يلعب في الدوري البلجيكي لكرة السلة الدرجة الأولى. يحمل الرقم 7. يبلغ طوله 6 قدم 7 بوصة (2.0 م).

## المسيرة الاحترافية
لعب مع ليموج سي إس بي في الدوري الفرنسي في سنة 2006، ثم لعب مع سكايلاينرز فرانكفورت في الدوري الألماني في موسم 2010–2011، ثم لعب مع ليبرتاد دي سونتشاليس في الدوري الأرجنتيني في موسم 2011–2012.

## روابط خارجية
- جيرمين بوكنور على موقع الاتحاد الدولي لكرة السلة (الإنجليزية)
- جيرمين بوكنور على موقع كرة السلة الأوروبية.كوم (الإنجليزية)
- جيرمين بوكنور على موقع كلية كرة السلة في سبورتس رفرنس.كوم (الإنجليزية)
- جيرمين بوكنور على موقع ريلجم (الإنجليزية)
- جيرمين بوكنور على موقع بروبوليرز (الإنجليزية)
- جيرمين بوكنور على موقع سبورتس رفرنس (الإنجليزية)